# Joe Roth
Joseph Emanuel Roth, född 13 juni 1948 i New York, är en amerikansk regissör och filmproducent. Roth har tidigare ägt, tillsammans med Paul Allen, fotbollsklubben Seattle Sounders FC, som spelar i Major League Soccer.
Roth var 1988 medgrunadre till Morgan Creek Productions och var därefter ordförande för 20th Century Fox (1989–1993), Caravan Pictures (1993–1994) samt Walt Disney Studios (1994–2000) innan han år 2000 grundade Revolution Studios, följt av produktionsbolaget Roth Films. 

## Filmografi (i urval)

### Regisserat
- 1986 – Streets of Gold
- 1987 – Nördarna i paradiset
- 1990 – Klart mamma ska ha en cabriolet
- 2001 – America's Sweethearts
- 2004 – Julfritt
- 2006 – Freedomland

### Producerat
- 1979 – Americathon
- 1987 – Nördarna i paradiset
- 1995 – Medan du sov
- 2003 – Tears of the Sun
- 2004 – The Forgotten
- 2007 – Great Debaters
- 2008 – Hellboy II: The Golden Army
- 2010 – Alice i Underlandet
- 2012 – Snow White and the Huntsman
- 2013 – Oz: The Great and Powerful
- 2014 – Maleficent
- 2016 – Alice i Spegellandet
- 2017 – XXX: Return of Xander Cage
- 2019 – Maleficent 2: Ondskans härskarinna
- 2020 – Dolittle
- 2021 – Fast & Furious 9